# Delta位勢阱

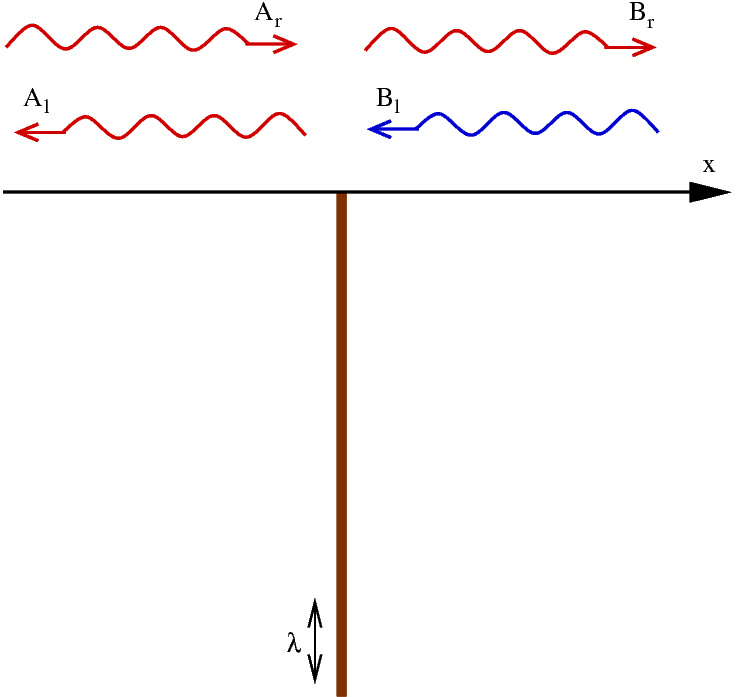
對於一個Delta位勢阱的散射。往左與往右的行進波的振幅與方向都分別表示於圖內。用來計算透射係數與反射係數的行進波都以紅色表示。

在量子力學裏，Delta位勢阱是一個阱內位勢為負狄拉克Delta函數，阱外位勢為0的位勢阱。Delta位勢阱問題專門研討，在這種位勢的作用中，一個粒子的量子行為。這是一個常見的理論問題。假若，粒子的能量是正值的，我們想要知道的是，在被Delta位勢壘散射的狀況下，粒子的反射係數與透射係數。假若，粒子的能量是負值的，這粒子會被束縛於Delta位勢阱的阱內。這時，我們想要知道的是粒子的能量與束縛的量子態。

## 定義
一個粒子獨立於時間的薛丁格方程為
{\displaystyle -{\frac {\hbar ^{2}}{2m}}{\frac {d^{2}\psi (x)}{dx^{2}}}+V(x)\psi (x)=E\psi (x)\,\!}；
其中，{\displaystyle \hbar \,\!}是約化普朗克常數，{\displaystyle m\,\!}是粒子質量，{\displaystyle x\,\!}是粒子位置，{\displaystyle E\,\!}是能量，{\displaystyle \psi (x)\,\!}是波函數，{\displaystyle V(x)\,\!}是位勢，表達為
{\displaystyle V(x)=-\lambda \delta (x)\,\!}；
其中，{\displaystyle \delta (x)\,\!}是狄拉克Delta函數，{\displaystyle \lambda \,\!}是狄拉克Delta函數的強度。

## 導引
這位勢阱將一維空間分為兩個區域：{\displaystyle x<0\,\!}與{\displaystyle x>0\,\!}。在任何一個區域內，位勢為常數，薛丁格方程的解答可以寫為往右與往左傳播的波函數的的疊加（參閱自由粒子）：
{\displaystyle \psi _{L}(x)=A_{r}e^{ikx}+A_{l}e^{-ikx}\quad x<0\,\!}，
{\displaystyle \psi _{R}(x)=B_{r}e^{ikx}+B_{l}e^{-ikx}\quad x>0\,\!}；
其中，{\displaystyle A_{r}\,\!}、{\displaystyle A_{l}\,\!}、{\displaystyle B_{r}\,\!}、{\displaystyle B_{l}\,\!}都是必須由邊界條件決定的常數，下標{\displaystyle r\,\!}與{\displaystyle l\,\!}分別標記波函數往右或往左的方向。解析失败 (SVG（MathML可通过浏览器插件启用）：从服务器“http://localhost:6011/zh.wikipedia.org/v1/”返回无效的响应（“Math extension cannot connect to Restbase.”）：): {\displaystyle k=\sqrt{2m E/\hbar^{2}}\,\!}
是波數。 
當{\displaystyle E>0\,\!}時，{\displaystyle \psi _{L}\,\!}與{\displaystyle \psi _{R}\,\!}都是行進波。可是，當{\displaystyle E<0\,\!}時，{\displaystyle \psi _{L}\,\!}與{\displaystyle \psi _{R}\,\!}都隨著座標{\displaystyle x\,\!}呈指數遞減或指數遞增。
在{\displaystyle x=0\,\!}处，邊界條件是：
{\displaystyle \psi _{L}=\psi _{R}\,\!}，
{\displaystyle {\frac {d}{dx}}\psi _{L}={\frac {d}{dx}}\psi _{R}-{\frac {2m\lambda }{\hbar ^{2}}}\psi _{R}\,\!}。
特別注意第二個邊界條件方程式，波函數隨位置的導數在{\displaystyle x=0\,\!}並不是連續的，在位勢阱兩邊的差額有{\displaystyle {\frac {2\lambda }{\hbar ^{2}}}\psi _{R}\,\!}這麼多。這方程式的推導必須用到薛丁格方程。將薛丁格方程積分於解析失败 (SVG（MathML可通过浏览器插件启用）：从服务器“http://localhost:6011/zh.wikipedia.org/v1/”返回无效的响应（“Math extension cannot connect to Restbase.”）：): {\displaystyle x=0\,\!}
的一個非常小的鄰域：
{\displaystyle -{\frac {\hbar ^{2}}{2m}}\int _{-\epsilon }^{\epsilon }{\frac {d^{2}\psi }{dx^{2}}}\,dx+\int _{-\epsilon }^{\epsilon }V(x)\psi \,dx=E\int _{-\epsilon }^{\epsilon }\psi \,dx\,\!}；(1)
其中，{\displaystyle \epsilon \,\!}是一個非常小的數值。
方程式(1)右邊的能量項目是
{\displaystyle E\int _{-\epsilon }^{\epsilon }\psi \,dx\approx E\cdot 2\epsilon \cdot \psi (0)\,\!}。(2)
当{\displaystyle \epsilon \to 0\,\!}时，该項趋向于0。
方程式(1)左邊是
{\displaystyle -{\frac {\hbar ^{2}}{2m}}\left({\frac {d\psi _{R}}{dx}}{\bigg |}_{\epsilon }-{\frac {d\psi _{L}}{dx}}{\bigg |}_{-\epsilon }\right)-\lambda \int _{-\epsilon }^{\epsilon }\delta (x)\psi \,dx=0\,\!}(3)
根據狄拉克Delta函數的定義，
{\displaystyle \int _{-\epsilon }^{\epsilon }\delta (x)\psi \,dx=\psi _{R}(0)\,\!}。(4)
而在{\displaystyle \epsilon \to 0\,\!}的極限，
{\displaystyle \lim _{\epsilon \to 0}{\frac {d\psi _{L}}{dx}}{\bigg |}_{-\epsilon }={\frac {d\psi _{L}}{dx}}{\bigg |}_{0}\,\!}，(5)
{\displaystyle \lim _{\epsilon \to 0}{\frac {d\psi _{R}}{dx}}{\bigg |}_{\epsilon }={\frac {d\psi _{R}}{dx}}{\bigg |}_{0}\,\!}。(6)
將這些結果(4)，(5)，(6)代入方程式(3)，整理后，可以得到第二個邊界條件方程式：在{\displaystyle x=0\,\!}，
{\displaystyle {\frac {d\psi _{L}}{dx}}={\frac {d\psi _{R}}{dx}}+{\frac {2m\lambda }{\hbar ^{2}}}\psi _{R}\,\!}。
從這兩個邊界條件方程式。稍加運算，可以得到以下方程式：
{\displaystyle A_{r}+A_{l}=B_{r}+B_{l}\,\!}，
{\displaystyle ik(A_{r}-A_{l}-B_{r}+B_{l})={\frac {2m\lambda }{\hbar ^{2}}}(B_{r}+B_{l})\,\!}。

### 散射態

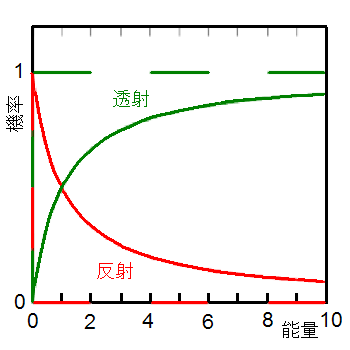
一個Delta位勢阱的反射係數（用紅線表示）與透射係數（用綠線表示）隨著能量的變化。在這裏，能量。能量的單位是。經典力學的答案用虛線表示，量子力學的答案用實線表示。

假若，能量是正值的，粒子可以自由的移動於位勢阱外的兩個半空間，{\displaystyle x<0\,\!}或{\displaystyle x>0\,\!}。在這裏，粒子的量子行為主要是由Delta位勢阱造成的散射行為。稱這粒子的量子態為散射態。設定粒子從左邊入射。在Delta位勢阱，粒子可能會被反射回去，或者會被透射過去。我們想要知道散射的反射係數與透射係數。設定解析失败 (SVG（MathML可通过浏览器插件启用）：从服务器“http://localhost:6011/zh.wikipedia.org/v1/”返回无效的响应（“Math extension cannot connect to Restbase.”）：): {\displaystyle A_r=1\,\!}
，{\displaystyle A_{l}=r\,\!}，{\displaystyle B_{l}=0\,\!}，{\displaystyle B_{r}=t\,\!}。求算反射的機率幅{\displaystyle r\,\!}與透射的機率幅{\displaystyle t\,\!}：
{\displaystyle r=-\ {\cfrac {1}{{\cfrac {i\hbar ^{2}k}{m\lambda }}+1}}\,\!}，
{\displaystyle t={\cfrac {1}{-\ {\cfrac {im\lambda }{\hbar ^{2}k}}+1}}\,\!}。
反射係數是
{\displaystyle R=|r|^{2}={\cfrac {1}{1+{\cfrac {\hbar ^{4}k^{2}}{m^{2}\lambda ^{2}}}}}={\cfrac {1}{1+{\cfrac {2\hbar ^{2}E}{m\lambda ^{2}}}}}\,\!}。
這純粹是一個量子力學的效應；在經典力學裏，這是不可能發生的。
透射係數是
{\displaystyle T=|t|^{2}=1-R={\cfrac {1}{1+{\cfrac {m^{2}\lambda ^{2}}{\hbar ^{4}k^{2}}}}}={\cfrac {1}{1+{\cfrac {m\lambda ^{2}}{2\hbar ^{2}E}}}}\,\!}。
- 由於模型的對稱性，假若，粒子從右邊入射，我們也會得到同樣的答案。
- 很奇異地，給予同樣的能量、質量、與狄拉克Delta函數的強度，Delta位勢壘與Delta位勢阱有同樣的反射係數與透射係數。

### 束縛態

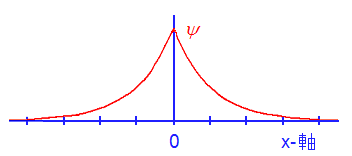
Delta位勢阱的束縛態，在任何一個位置，波函數都是連續的；可是，除了在以外，在其它任何位置，波函數隨位置的導數都是連續的。

每一個一維的吸引位勢，都至少會存在著一個束縛態（bound state）。由於{\displaystyle E<0\,\!}，波數變為複數。設定{\displaystyle \kappa =-ik={\sqrt {2m|E|/\hbar ^{2}}}\,\!}。前述的振盪的波函數{\displaystyle \psi _{L}\,\!}與{\displaystyle \psi _{R}\,\!}，現在卻隨著座標{\displaystyle x\,\!}呈指數遞減或指數遞增。為了要符合物理的真實性，我們要求波函數不發散於{\displaystyle x\to \pm \infty \,\!}。那麼，{\displaystyle A_{r}\,\!}與{\displaystyle B_{l}\,\!}必須被設定為0。波函數變為
{\displaystyle \psi _{L}(x)=A_{l}e^{\kappa x}\,\!}，
{\displaystyle \psi _{R}(x)=B_{r}e^{-\kappa x}\,\!}。
從邊界條件與歸一條件，可以得到
{\displaystyle A_{l}=B_{r}={\sqrt {\kappa }}\,\!}，
{\displaystyle \kappa ={\frac {m\lambda }{\hbar ^{2}}}\,\!}。
Delta位勢阱只能有一個束縛態。束縛態的能量是
{\displaystyle E=-\ {\frac {\hbar ^{2}\kappa ^{2}}{2m}}=-\ {\frac {m\lambda ^{2}}{2\hbar ^{2}}}\,\!}。
束縛態的波函數是
解析失败 (SVG（MathML可通过浏览器插件启用）：从服务器“http://localhost:6011/zh.wikipedia.org/v1/”返回无效的响应（“Math extension cannot connect to Restbase.”）：): {\displaystyle \psi(x)= \frac{\sqrt{m\lambda}}{\hbar}e^{ - m\lambda\mid x\mid /\hbar^2}\,\!}
。
Delta位勢阱是有限深方形阱的一個特別案例。在有限深位勢阱的深度{\displaystyle V_{0}\to \infty \,\!}與阱寬{\displaystyle L\to 0\,\!}的極限，同時保持{\displaystyle V_{0}L=\lambda \,\!}，就可以從有限深位勢阱的波函數，得到Delta位勢阱的波函數。

## 雙井迪拉克Delta函數模型

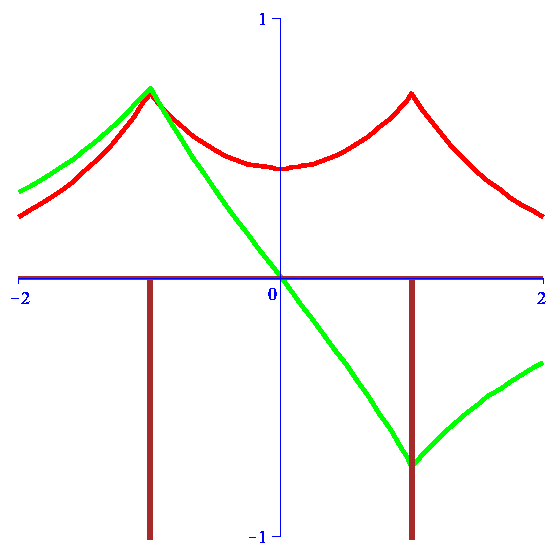

Delta函數模型其實是氫原子的一維版本根據維度比例由 达德利·赫施巴赫（“Dudley R. Herschbach”）團隊所研發。此 delta函數模型以雙井迪拉克Delta函數模型最有用，因其代表一維版的水分子離子。
雙井迪拉克Delta函數模型是用以下薛丁格方程描述：
{\displaystyle -{\frac {\hbar ^{2}}{2m}}{\frac {d^{2}\psi }{dx^{2}}}(x)+V(x)\psi (x)=E\psi (x)}
電位現為：
{\displaystyle V(x)=-q\left[\delta (x-{\frac {R}{2}})+\lambda \delta (x+{\frac {R}{2}})\right]}
其中{\displaystyle 0<R<\infty }是「核間」距離於迪拉克Delta函數（負）峰值位於{\displaystyle x=\pm {\textstyle {\frac {R}{2}}}}（圖表中棕色所示）。記得此模型與其三維分子版本的關係，我們用原子单位制且設{\displaystyle \hbar =m=1}。此處{\displaystyle 0<\lambda <1}為一可調參數。從單井的例子，可推論擬設於此解為：
{\displaystyle \psi (x)~=~Ae^{-d\left|x-{\frac {R}{2}}\right|}+Be^{-d\left|x+{\frac {R}{2}}\right|}}
令波函數於Delta函數峰值相等可得行列式：
{\displaystyle \left|{\begin{array}{cc}q-d&qe^{-dR}\\q\lambda e^{-dR}&q\lambda -d\end{array}}\right|=0~,\qquad E=-{\frac {d^{2}}{2}}~.}
因此，{\displaystyle d}是由偽二次式方程：
{\displaystyle d_{\pm }(\lambda )~=~{\textstyle {\frac {1}{2}}}q(\lambda +1)\pm {\textstyle {\frac {1}{2}}}\left\{q^{2}(1+\lambda )^{2}-4\,\lambda q^{2}\lbrack 1-e^{-2d_{\pm }(\lambda )R}]\right\}^{1/2}}
它有兩解{\displaystyle d=d_{\pm }}。若等價情況（對稱單核），{\displaystyle \lambda =1}則偽二次式化為：
{\displaystyle d_{\pm }=q[1\pm e^{-d_{\pm }R}]}
此「+」代表了對稱於中點的波函數（圖中紅色）而{\displaystyle A=B}稱為偶態。接著，「-」情況為反對稱於中點的波函數其{\displaystyle A=-B}稱為非偶態（圖中綠色）。它們代表著三維{\displaystyle H_{2}^{+}}的兩種最低能態之近似且有助於其分析。對稱電價的特徵能分析解為：
{\displaystyle d_{\pm }=q~+~W(\pm qRe^{-qR})/R}
其中W是標準朗伯W函数注意此最低能對應於對稱解{\displaystyle d_{+}}。當非等電價，此為三維分子問題，其解為一般化Lambert W函數（見一般化朗伯W函数章節與相關參考）。

## 參閱
- 自由粒子
- 無限深方形阱
- 有限深方形阱
- 有限位勢壘
- 球對稱位勢
- Delta位勢壘
- 量子穿隧效應